# Comté de Lewis (Washington)
Pour les articles homonymes, voir Lewis et Comté de Lewis.
Le comté de Lewis (anglais: Lewis County) est un comté de l'État américain du Washington. Il est nommé en l'honneur de Meriwether Lewis. Son siège est Chehalis. Selon le recensement de 2010, sa population est de 75 455 habitants.

## Principales villes du comté
- Centralia
- Chehalis
- Fords Prairie
- Morton
- Mossyrock
- Napavine
- Pe Ell
- Toledo
- Vader
- Winlock

## Géolocalisation
| Comté de Grays Harbor | Comté de Thurston | Comté de Pierce                   |
| Comté de Pacific      | Comté de Lewis    | Comté de Yakima Comté de Thurston |
| Comté de Wahkiakum    | Comté de Cowlitz  | Comté de Skamania                 |